# Stefan Uroš V
Stefan Uroš V Nejaki ("den svage". Serbisk kyrilliska: Стефан Урош V Нејаки), född 1336 eller 1337, död den 4 december 1371, var den andra och sista kungen av det Serbiska tsardömet (1346-1355) som medregent till sin far, tsar Stefan Uroš IV Dušan, och sedan tsar av Serbien (1355-1371). Han var även den sista regenten av Nemanjić-ätten att regera Serbien.

## Biografi
Stefan Uroš V var den enda sonen till Stefan Uroš IV Dušan och Helena av Bulgarien, som var syster till tsar Ivan Alexander av Bulgarien. Han kröntes till kung i egenskap av medregent efter att Dušan låtit kröna sig till tsar 1346. Även om han inte var minderårig vid tiden för att tillträda tronen som ensam regent och tsar 1355, var Stefan Uroš starkt beroende av sin mor och andra medlemmar av hovet. Han ingick äktenskap med Anna av Valakiet år 1360, och genom äktenskapet slöts ett förbund länderna emellan gentemot deras gemensamma fiende Ungern.
Stefan Uroš V var oförmögen att hålla samman det stora rike som skapades av hans far. Uroš kunde varken stå emot anfallen från de utländska fienderna eller möta hotet från landets egna adel som strävade efter att själva styra sina domäner som kungar och tsarer. Det serbiska tsardömet som Dušan skapat splittrades under ett flertal hertigdömen, där några inte ens formellt erkända Urošs överhöghet. Den första stora utmaningen mot Stefan Uroš utförde hans egen farbror, Simeon Uroš Palaiologos, som försökte överta tronen 1356. Simeon Uroš besegrades och drog sig tillbaka mot Thessalien och Epirus (då delar av Serbien), där han fortsatte att regera med titeln "tsar över romare och serber". Detta amputerade mycket av Dušans erövringar från de övriga områden som var under hans sons kontroll.
Stefan Urošs position blev inte bättre sedan hans mor Helena, som började regera som en autonom drottning över de bulgariska områden hon ärvt vid Dušans död. Hon regerade från staden Serres i allians med Jovan Uglješa. En liknande autonom situation hävdades av Dejanković-ätten, Balšić-ätten, Nikola Altomanović, Vuk Branković, Lazar Hrebeljanović och Uglješas bror Vukašin Mrnjavčević. År 1365 lät den sistnämnda associera sig själv med tronen som kung under Stefan Uroš. Under Stefan Urošs sista år som regent var de enda landområdena under hans direkta kontroll, området mellan floderna Šara och Donau.
Stefan Uroš V dog barnlös den 4 december 1371. Då hade redan en stor del av Serbiens adelselit blivit krossade av turkarna under slaget vid Marica tidigare samma år. Vukašins son Marko Kraljević ärvde sin faders kungatitel men den egentliga makten i norra Serbien (då inkluderat allt från södra Kosovo till Donau) hölls av Lazar Hrebeljanović. Den sistnämnda lät inte anta de kejserliga eller kungliga titlar som var associerade med Nemanjić-ätten (dock antog han titeln "Stefan"). År 1377 accepterade han kung Tvrtko Kotromanić av Bosnien, som var barnbarn till den serbiska kungen Stefan Dragutin, som titulär kung av Serbien. Större delen av Serbien blev en vasallstat under det osmanska riket 1390 men förblev styrt av Hrebeljanović-ätten och sedan av dess efterträdare Branković-ätten ända tills den sista fria serbiska fästningen Smederevo föll 1459.
Stefan Uroš V har även blivit helgonförklarad av den serbisk-ortodoxa kyrkan.